# وليد الطبطبائي
وليد الطبطبائي (3 ابريل 1964) نائب سابق في مجلس الأمة الكويتي وكاتب مُتقطِّع في جريدة الوطن الكويتية.

## سيرته
وليد مساعد السيد إبراهيم الطبطبائي من مواليد 3 ابريل 1964، متزوج ولديه عدة أولاد هم مساعد ومحمد وعبد الله وخالد ويوسف وعبد الوهاب.
حصل على ليسانس الشريعة والدراسات الإسلامية من جامعة الكويت سنة 1986، وفي سنة 1990 حصل على درجة الماجستير في التفسير وعلوم القرآن من جامعة الأزهر. ثم حصل على الدكتوراه في الشريعة من جامعة الازهر كلية أصول الدين - قسم التفسير في عام 1992.
عمل استاذاً للتفسير في جامعة الكويت في الفترة ما بين 1992 - 1996، ومنذ عام 1996 و قد شغل منصب عضو ونائب في مجلس الأمة الكويتي. قبل مقاطعة الانتخابات اعتراضا على الصوت الواحد. وينتمي النائب السابق إلى كتلة التيار السلفي والتي تعارض دخول ما تسميه العادات الغربية الجديدة على المجتمع، وكان مع المعارضين بشدة لحقوق المرأة بالتصويت ودخول المجلس، إلا أنه عدل عن رأيه بعد أن تم إقرار حقوق المرأة السياسية في الكويت.

## مشاركاته في المجال السياسي

### عضوية مجلس الأمة
- مجلس الأمة الكويتي 1996 : حصل على المركز الثاني (الدائرة السابعة)
- مجلس الأمة الكويتي 1999 : حصل على المركز الأول (الدائرة السابعة)
- مجلس الأمة الكويتي 2003 : حصل على المركز الأول (الدائرة السابعة)
- مجلس الأمة الكويتي 2006 : حصل على المركز الثاني (الدائرة السابعة)
- مجلس الأمة الكويتي 2008 : حصل على المركز الثالث (الدائرة الثالثة)
- مجلس الأمة الكويتي 2009 : حصل على المركز التاسع (الدائرة الثالثة)
- مجلس الأمة الكويتي 2012 : حصل على المركز الثالث (الدائرة الثالثة)
- مجلس الأمة الكويتي 2016 : حصل على المركز السابع (الدائرة الثالثة)

### اللجان التي شارك في عضويتها في مجلس الامة
- مقرر لجنة الشؤون التشريعية والقانونية بمجلس الأمة.
- عضو اللجنة التعليمية والثقافية.
- عضو لجنة الرد على الخطاب الأميري.
- عضو لجنة حماية الأموال العامة.
- عضو لجنة الأسرى والمرتهنين.
- عضو لجنة التحقيق في ظاهرة تفشى المخدرات.
- عضو لجنة الدفاع عن حقوق الإنسان.
- عضو لجنة الداخلية والدفاع.
- عضو اللجنة الصحية والاجتماعية.
- عضو لجنة التوظيف والإصلاح الإداري.
- عضو لجنة التحقيق في التجاوزات التي شابت انتخابات 2006 م.
- أمين صندوق الشعبة البرلمانية.

### لجان وجمعيات ومؤسسات أخرى شارك في عضويتها
- رئيس مجلس إدارة مبرة الأعمال الخيرية.
- عضو مجلس إدارة منظمة برلمانيون عرب ضد الفساد.
- عضو جمعية الصحافيين الكويتية.
- عضو جمعية المعلمين الكويتية.
- عضو مجلس إدارة منتدى البرلمانيين الإسلاميين.
- عضو اللجنة التنفيذية للاتحاد البرلماني الإسلامي.
- عضو مؤسس في مؤسسة النصرة العالمية.
- عضو الجمعية العمومية لنادي الكويت الرياضي.

## مواقفه في مجلس الأمة
| الكتل                                                                          | سلفية علمية                                        |
| اللجان                                                                         | الصحية - الخارجية - حقوق الإنسان - الظواهر السلبية |
| قانون صندوق المعسرين                                                           | موافق                                              |
| الموازنة العامة للدولة                                                         | غير موافق                                          |
| قانون ضمان الودائع البنكية                                                     | غير موافق                                          |
| إعادة تشكيل اللجان المؤقتة                                                     | موافق                                              |
| تقرير اللجنة المالية الرافض لإقامة الدواوين                                    | غير موافق                                          |
| مقترح الحركة الدستورية الإسلامية في التحقيق في الشراكة مع داو والمصفاة الرابعة | موافق                                              |
| التحقيق في عمل فريق الإزالات                                                   | موافق                                              |
| مقترح اللجنة الثلاثية في التحقيق في داو والمصفاة الرابعة                       | غير موافق                                          |

## قضية إقتحاممجلس الأمة الكويتي
في 16 نوفمبر 2011، قام 9 نواب من المعارضة وآخر سابق، و60 من أنصارهم، معظمهم من الشباب، باقتحام مقر مجلس الأمة، احتجاجاً على ما اعتبروه تردي الأوضاع السياسية، عقب تجمع لهم دعوا خلاله إلى إقالة رئيس مجلس الوزراء السابق، الذي اتهمته المعارضة بتبديد أموال عامة عبر سفارات الكويت في الخارج في القضية المعروفة شعبيا باسم “قضية التحويلات”، والتي برأته فيها محكمة الوزراء في أبريل 2012، لانتفاء وقوع جريمة المساس بالمال العام..
وفي ديسمبر 2013، برأت محكمة الجنايات الكويتية، جميع المتهمين في القضية، إلا أن النيابة العامة استأنفت على الحكم. ووافقت اللجنة التشريعية البرلمانية بمجلس الأمة الكويتي في فبراير 2017، على رفع الحصانة عن النائبين وليد الطبطبائي وجمعان الحربش، لكونهما ضمن المتهمين، وفي 27 نوفمبر 2017، قضت محكمة الاستئناف الكويتية بحبس 68 ناشطاً كويتيا معارضاً، بينهم 8 نواب سابقين ونائبين حاليين، بمدد تتراوح بين سنة و5 سنوات، بتهمة اقتحام مبنى مجلس الأمة في 2011، فيما برأت متهمين اثنين..
وقضت المحكمة بحبس النائبين الحاليين وليد الطبطبائي، وجمعان الحربش بـ5 سنوات سجناً، والنواب السابقين مسلم البراك، وفيصل المسلم، ومبارك الوعلان، وخالد الطاحوس، وسالم النملان، وفهد الخنة، بالحبس 5 سنوات عن جريمة مقاومة رجال الأمن، ودخول عقار الغير بقصد ارتكاب جريمة، كما تضمن الحكم حبس البراك، سنتين عن تهمة تحريض رجال الشرطة على التمرد، وسنتين عن تهمة الاعتداء على رجال الشرطة، ليصبح مجموع المدة المحكوم بها في هذه القضية 9 سنوات، لكن في حالة التنفيذ يطبق الحكم الأعلى فقط (5 سنوات).
وقضت المحكمة أيضاً بحبس النائبين الطبطبائي والحربش، والنواب السابقين: المسلم، والوعلان، والطاحوس، والنملان، والخنة بالحبس سنتين عن تهمة التعدي على رجال الأمن ليصبح مجموع سنوات السجن عليهم 7 سنوات.

## عودته من المنفى
في 22 نوفمبر 2019، أعلن النائب السابق وليد الطبطبائي بعد وفاة والدته، عن عودته إلى الكويت عبر حسابه على موقع التواصل الاجتماعي تويتر مُغردًا «والدتي الغالية كتيبة الشدي، كما أنك رغم مرضك لم تتركيني حتى آخر دقيقة من عمرك، فإني لن أتركك تعودين وحيدة دوني وسأرافقك في رحلتك الأخيرة إلى الوطن الذي احببتيه رغم انك لم تتقاضي منه في حياتك كلها راتباً أو مساعدة أو معاشاً»